# Круглики
Круглики́ — село в Україні, у Миролюбненській сільській громаді Хмельницького району Хмельницької області. Населення становить 224 особи. До 2020 орган місцевого самоврядування — Сковородківська сільська рада.